# Bark Psychosis
Bark Psychosis é uma banda inglesa de post-rock/projeto musical do Leste de Londres formado em 1986. Eles foram uma das bandas de que Simon Reynolds citou quando apostou no "post-rock" como um estilo musical em 1994, e assim é considerada uma das 'bandas-chave' definindo o gênero. Graham Sutton é o líder e fundador do grupo, o qual está atualmente em um projeto paralelo auxiliado por uma lista de músicos convidados por ele.
Durante sua formação original, o grupo era um quarteto mais convencional: Graham Sutton, Daniel Gish, Jhon Ling e Mark Simnett. Essa formação gravou a maioria dos EP adiantados e o álbum seminal de 1994 Hex.
Recentemente, membros convidados estão contribuindo, como o guitarrista Colin Bradley (da Dual) e o baterista do Talk Talk, Lee Harris.